# Sincero para con Dios
Sincero para con Dios , es un libro que critica la teología cristiana tradicional escrito por el obispo anglicano John Arthur Thomas Robinson y publicado por SCM Press en  1963. Él mismo considera que la principal contribución de este su libro fue su síntesis satisfactoria de la labor de teólogos aparentemente opuestos como Paul Tillich, Dietrich Bonhoeffer y Rudolf Bultmann. Robinson, asumió que se definía desde una mirada secular, distante y posmoderna en la constante exploración de lo que significa estudiar a Dios. 

## Argumento
En este libro Robinson propone abandonar el concepto de un Dios "allá afuera", existente en algún lugar del universo como un ser "supremo cósmico", tal como se ha abandonado ya la idea de Dios "allá arriba", como aquel viejo en el cielo. En su lugar, ofrece una reinterpretación de Dios, a quien definió como amor. Después de respaldar la afirmación de Paul Tillich, que Dios es el "fundamento de todo ser", Robinson escribió: "Porque es en la entrega de sí mismo, en su absoluta la auto-entrega a los demás en el amor, que [Jesús] revela y pone al descubierto que la tierra del ser humano es el amor ". Por otra parte habla también de la supresión de la iglesia como una institución, de la secularización de la fe cristiana y de la salvación universal.

## Recepción
Precedida por su defensa de la publicación de El amante de Lady Chatterley, esta publicación se desató una tormenta de controversia. El libro fue controvertido incluso antes de su publicación, ya que una entrevista sobre él en el periódico The Observer llevaba el provocativo titular "Nuestra imagen de Dios debe desaparecer".
C. S. Lewis respondió: «Yo prefiero ser honesto, a ser honesto para con Dios» cuando se le preguntó: «¿Qué piensa usted del polémico libro Sincero para con Dios» por John Robinson (obispo) en la última entrevista que concedió.